# Аджира
Аджѝра (на италиански: Agira, на сицилиански Aggira) е град и община в южна Италия, провинция Ена, в автономен регион и остров Сицилия. Разположен е на 650 надморска височина. Населението на града е 8282 души (към 30 декември 2010 г.).